# Monica Beverly Hillz
Monica Beverly Hillz est une drag queen, personnalité de la téléréalité et activiste trans américaine, connue à l'origine pour son apparition dans la saison 5 de RuPaul's Drag Race. Elle est la troisième concurrente transgenre de l'émission, après Sonique dans la saison 2 et Carmen Carrera dans la saison 3,.
En 2014, elle est choisie comme l'une des « 30 Under 30 » Windy City Times, pour son « activisme LGBTQIA », et Bustle la nomme comme l'une des anciennes candidates de RPDR « les plus populaires »,. En 2015, Hillz se produit aux MTV Video Music Awards avec Miley Cyrus sur Dooo It!  aux côtés d'autres drag queens et d'ancienne de RPDR,.

## Biographie
La mère de Monica Beverly Hillz est Elsie De Jesus (HEY-Zeus) et grandi sous le nom de Juan DeJesus Anaya. Elle est d'origine portoricaine. À partir de l'âge de quatre ans, elle est élevée par sa tante maternelle Gladys à Chicago dans le Latino Side Northwest. À l'école, elle est victime de brimades physiques, d'autres élèves lui mettent des coups de pied, de poing et des gifles. À cause de ce harcèlement, elle tente de mettre fin à ses jours en deuxième année et abandonne ses études. Gladys meurt quand Hillz a 15 ans, laissant cinq enfants orphelins. À ce moment-là, Hillz revient vivre chez sa mère. À Chi-town, Hillz commence à se produire dans des clubs gays latino-américains avant de revenir au Kentucky, où elle devient artiste dans l'unique bar gay d'Owensboro,. Elle lutte contre la pauvreté, aggravant les problèmes auxquels elle est confrontée depuis l'adolescence.
À l'âge de 17 ans, Hillz assiste à son premier drag show. Après avoir décidé de se produire elle-même, Hillz choisie le nom de «Monica », en hommage à l'actrice de Bollywood, Monica (actrice) (en), puis à Beverly Hills, la ville du comté de Los Angeles où Hillz voulait vivre. Hillz considère que son look de drag est un mélange d'Aaliyah et de Faith Evans, et qu'en tant, elle ressemble au chanteur Bruno Mars. Elle est inspirée par Carmen Carrera, Amanda Lepore, Calpernia Addams et Maria Roman.
Alors qu'elle vit dans l'Illinois, Hillz travaille à Macy's pendant un an où elle est discriminée par certains collègues. En tant qu’escort, Hillz a des problèmes de sommeil, des cauchemars et des regrets. L'affaire de son coming out révèle que l'émission de Rupaul provoque un changement de culture entre les communautés trans et drags en en brouillant les limites.

## Carrière

### RuPaul's Drag Race
En 2013, Hillz est candidate pour la cinquième saison de RuPaul's Drag Race. Elle avait déjà auditionné pour la saison 1 et la saison 3 sans succès. Pendant l'émission, le public fait régulièrement référence à son « excessive distraction »,. La raison devient claire lorsque Hillz révèle sa transidentité pendant l'épisode 2 au cours duquel elle finit dans les deux derniers. Rupaul avait déclaré précédemment qu'il n'accepterait probablement pas une femme trans dans une performance de drag-queen. S'adressant aux juges, elle déclare : « Je sens que je ne suis pas ici. Je tente si fort de garder un secret. Je ne suis pas qu'une drag-queen, je suis une femme transgenre »,,. Les producteurs déclarent que la révélation n'est pas un artifice pour le show ; ils découvrent que Hillz s'identifie comme femme transgenre lors du tournage de l'épisode. Les juges invités Kristen Johnston et Juliette Lewis répondent à cette annonce avec des déclarations de soutien. Comme le producteur Tom Campbell le déclare : « Nous l'avons découvert en même temps que tout le monde. Cela n'a été révélé à aucun moment lors du casting et tout le monde l'a appris en même temps. »,. Sa compatriote Jinkx Monsoon qualifie Hillz de « héros » lors de cette annonce,.
Bien que distraite, Hillz s'en sort lors de la première semaine. Rupaul déclare que Hillz ressemble à Lady Miss Kier , le magazine L'Étoile qualifiant son visage de « fabuleux ». Au cours de la deuxième semaine, Hillz finit dans les deux dernières et lip sync contre Serena ChaCha sur Only Girl (In the World) de Rihanna. Hillz remporte la bataille et Serena ChaCha est renvoyée chez elle. La semaine suivante, Hillz est la troisième candidate éliminée de la saison. Elle se retrouve dans les deux dernières places et affronte Coco Montrese (en).
Hillz indique qu'après avoir participé à l'émission de Rupaul et avoir été affublée par ce dernier de qualificatifs comme «she male« et «tranny» elle n'a plus pu supporter d'entendre ces formulations considérées comme transphobes.

### AprèsRuPaul's Drag Race
En décembre 2014, Hillz est le sujet d'une série de photos intitulée WERKS, réalisée par Nestor Photography. Le spectacle a lieu à la boutique de Chicago de la créatrice Michelle Tan. Parmi les autres drag-queens présentées dans la série, on peut citer Gia Gunn (saison 6), Dida Ritz (saison 4) et Jade Jolie (saison 5).
En 2015, Hillz rejoint d'autres drag-queens pour filmer le clip vidéo de la reprise de (Here it Comes) Around Again de la chanteuse Glenn Stewart, interprétée à l'origine par RuPaul. Parmi les autres drag-queens ayant participé à la vidéo, on retrouve Jujubee (en) (saison 2), Kelly Mantle (saison 6), Jade Sotomayor (saison 1), Jade Jolie (saison 5), Joslyn Fox (saison 6) et Jaidynn Diore Fierce (saison 7),,.
Hillz apparaît dans de nombreux médias, dont le podcast gay Feast of Fun (en). En 2015, Lawrence La Fountain-Stokes, érudit portoricain gay, fait un discours intitulé « The Drag of Poverty » dans lequel il présente les expériences de Hillz par rapport à celles d'autres artistes portoricains, notamment Erika Lopez (en) et Holly Woodlawn. La conférence fait partie d’un projet de livre sur lequel travaille La Fountain-Stokes, intitulé Translocas: Trans Diasporic Port Rican Drag.
Hillz continue de se produire et à faire des apparitions en 2015,, comme lors de la première DragCon, qui s'est tenue du 16 au 17 mai 2015 au Los Angeles Convention Center.

### Activisme
En 2014, Hillz et Carmen Carrera, une autre ancienne candidate de RPRD, se prononcent toutes les deux contre le langage transphobe de Ru Paul dans RPRD. Les phrases incluaient « she-male » et « tranny », ce que Hillz considère comme « pas mignonnes du tout »,. En 2018, elle critique de nouveau RuPaul après ses commentaires sur les participantes trans de l'émission, les considérant comme « non-trans » tant qu'elles n'ont pas subi de chirurgie. Monica Beverly Hillz répond en lui rappelant que la chirurgie n'a rien à voir avec le fait d'être une personne transgenre,.
Lorsque des rumeurs non confirmées commencent à circuler selon lesquelles Caitlyn Jenner étaient en train de transitionner, In Touch Weekly publie une couverture avec Caitlyn (alors connu sous le nom de Bruce) avec un maquillage photoshoppé. La couverture est largement critiquée et Hillz publie une déclaration dans laquelle elle déclare : « Je pense que c'est tellement mauvais à bien des égards pour eux de se moquer et de faire de telles choses à quelqu'un... Ils ne savent rien faire excepté gagner de l'argent et se moquer des transsexuels. Ils ont besoin de s'éduquer au lieu de faire des bêtises comme ça.  ».

## Filmographie
| Année | Spectacle                                                                              | Rôle                                |
| ----- | -------------------------------------------------------------------------------------- | ----------------------------------- |
| 2012  | TheQU : Dida Ritz & Monica Beverly Hillz talk Vogue for Tots                           | Elle-même                           |
| 2012  | I AM MONICA: Monica Beverly Hillz Documentary                                          | Elle-même                           |
| 2013  | RuPaul's Drag Race (saison 5)                                                          | 12e place (éliminée au 3e épisode)  |
| 2013  | RuPaul's Drag Race: Untucked!                                                          | 3 épisodes                          |
| 2013  | SocialScope Interview: Monica Beverly Hillz Gets Personal in New SocialScope Interview | Elle-même                           |
| 2023  | RuPaul's Drag Race All Stars (saison 8)                                                | 12e place (éliminée au 1er épisode) |
| 2023  | RuPaul's Drag Race: Untucked!                                                          | En cours                            |

## Publications
- (en-US) « Perspective | I’m a trans woman and a drag queen. Despite what RuPaul says, you can be both. », Washington Post,‎ 9 mars 2018 (ISSN 0190-8286, lire en ligne, consulté le 30 juin 2022).

## Sources
- (en) Cet article est partiellement ou en totalité issu de l’article de Wikipédia en anglais intitulé « Monica Beverly Hillz » (voir la liste des auteurs).

1. ↑  (en) Erin Grant, « Owensboro Drag Queen Sashays Away On RuPaul's Drag Race », WBKR,‎ 12 février 2013 (lire en ligne, consulté le 26 septembre 2015)
2. ↑  Julianne Escobedo Shepherd, « RuPaul Runs the World », SPIN,‎ 1er avril 2013 (lire en ligne, consulté le 2 octobre 2015)
3. 1 2  (en) « Windy City Times 30 Under 30 to be honored June 26 », Windy City Times,‎ 25 juin 2014 (lire en ligne, consulté le 26 septembre 2015)
4. ↑  (en) « 'RuPaul's Drag Race's Transgender Contestants Respond to Recent Controversy In The Best Way », Bustle,‎ 1er avril 2014 (lire en ligne, consulté le 30 septembre 2015)
5. ↑  (en) « 'RuPaul's Drag Race' Queens Close Out MTV Video Music Awards With Miley Cyrus! », World of Wonder,‎ 31 août 2015 (lire en ligne, consulté le 30 septembre 2015)
6. ↑  (en) « Meet All 30 Of Miley's Day-Glo Dancers From Her Insane VMA Performance », MTV,‎ 21 août 2015 (lire en ligne, consulté le 30 septembre 2015)
7. 1 2  (en) Angela Oliver, « Owensboro Man to Compete on TV Drag Show », CoHost,‎ 31 décembre 2012 (lire en ligne, consulté le 27 septembre 2015)
8. ↑  (en) « Monica Beverly Hillz Shares The "T" (Interview) », Drag Queens Galore,‎ 2015 (lire en ligne, consulté le 26 septembre 2015)
9. ↑  (en) « THE DRAG OF POVERTY: ERIKA LOPEZ, HOLLY WOODLAWN, AND MONICA BEVERLY HILLZ, WELFARE QUEENS », University of Washington,‎ 9 avril 2015 (lire en ligne, consulté le 26 septembre 2015)
10. 1 2  
(en) Ian Maloney, « Rupaul's Drag Race Season 5 – Monica Beverly Hillz », Hotspots Magazine,‎ 13 février 2013 (lire en ligne, consulté le 30 septembre 2015)
11. ↑  (en) « QUEEN PLEASE Q&A: MONICA BEVERLY HILLZ », DLNQNT,‎ 24 janvier 2013 (lire en ligne, consulté le 1er octobre 2015)
12. 1 2  (en) Noah Michaelson, « Monica Beverly Hillz, 'RuPaul's Drag Race' Contestant, Discusses Coming Out As Transgender », Huffington Post,‎ 2 février 2013 (lire en ligne, consulté le 2 octobre 2015)
13. ↑  (en) Jase Peeples, « Monica Beverly Hillz Talks Life Before Drag Race », Advocate,‎ 18 avril 2013 (lire en ligne, consulté le 2 octobre 2015)
14. ↑  (en) Niall Brennan et David Gudelunas, RuPaul’s Drag Race and the Shifting Visibility of Drag Culture: The Boundaries of Reality TV, Springer, 25 août 2017 (ISBN 978-3-319-50618-0, lire en ligne)
15. ↑  (en) « 10 Trans Queens That Made History On 'RuPaul's Drag Race' in the U.S. », sur www.out.com, 15 avril 2022 (consulté le 30 juin 2022)
16. ↑  (en) Ruth Boulet, « RuPaul's Drag Race Lip Synch Extravaganza Eleganza Recap », Channel Guide Mag,‎ 5 février 2013 (lire en ligne, consulté le 26 septembre 2015)
17. ↑  (en) Alexandra Kacala, « Hunty Games: Monica Reveals She's Trans and Jinkx Spoofs Mimi Imfurst », Philly Mag,‎ 5 février 2013 (lire en ligne, consulté le 26 septembre 2015)
18. 1 2  (en-GB) « 13 trans Drag Race icons who opened doors and left us gagging », sur PinkNews | Latest lesbian, gay, bi and trans news | LGBTQ+ news, 14 janvier 2022 (consulté le 30 juin 2022)
19. ↑  (en) Ava Laure Parsemain, The Pedagogy of Queer TV, Springer, 2019, 261 p. (ISBN 9783030148720)
20. ↑  (en) Alaska Thunderfuck 5000, My Name's Yours, What's Alaska?: A Memoir, Chronicle Books, 7 novembre 2021 (ISBN 978-1-7972-0843-5, lire en ligne)
21. ↑  (en) « Another reason why 'Drag Race' is the best reality show on TV », Dallas Voice,‎ 5 février 2013 (lire en ligne, consulté le 1er octobre 2015)
22. ↑  (en) Chris Spargo, « Monica Beverly Hillz Comes Out As Transgender On 'RuPaul's Drag Race' », Logo,‎ 4 février 2013 (lire en ligne, consulté le 26 septembre 2015)
23. ↑  (en) Tanner Stransky, « 'RuPaul's Drag Race' react: Monica Beverly Hillz talks to EW about her shocking runway revelation », Entertainment Weekly,‎ 5 février 2013 (lire en ligne, consulté le 26 septembre 2015)
24. ↑  (en) Todd O'Dowd, « The Idiot Box – "RuPaul's Drag Race" Season 5, Episode 1 », l'etoile Magazine,‎ 29 janvier 2013 (lire en ligne, consulté le 1er octobre 2015)
25. ↑  (en) Tommy D., « 'RuPaul's Drag Race 5' Episode 3: 'Think Pink' », Homorazzi,‎ 12 février 2013
26. ↑  (en) Cameron Crookston, « The Cultural Impact of RuPauls Drag Race: Why Are We All Gagging? », Linguaculture, vol. 12, no 2,‎ 31 décembre 2021, p. 127–144 (ISSN 2285-9403 et 2067-9696, DOI 10.47743/lincu-2021-2-0199, lire en ligne, consulté le 30 juin 2022)
27. ↑  (en) Alisa Hauser, « Ru Paul 'Drag Race' Contestants Star in Bucktown Shop's Photo Gallery », DNA Info,‎ 1er décembre 2014 (lire en ligne, consulté le 26 septembre 2015)
28. ↑  (en) « One Country Music Artist. 9 Drag Queens. One Epic RuPaul Cover. », Queerty,‎ 2 avril 2015 (lire en ligne, consulté le 26 septembre 2015)
29. ↑  (en) « Seven Sickening "Drag Race" Alum Reunite For Country RuPaul Cover Song », Logo,‎ 1er avril 2015 (lire en ligne, consulté le 26 septembre 2015)
30. ↑  (en) « Around Again Video - Press Release », Glenn Stewart,‎ 10 janvier 2015 (lire en ligne, consulté le 26 septembre 2015)
31. ↑   (en) Felion, Mark. "FOF # 1771 - Monica Beverly Hillz Spillz le thé." Feast of Fun , 8 avril 2013.
32. ↑  (en-US) « Larry La Fountain-Stokes Presents “The Drag of Poverty” », sur The Tacoma Ledger, 13 avril 2015 (consulté le 27 janvier 2019)
33. ↑  (en) « New Year Rung In With Monica Beverly Hillz », Drag Queens Galore,‎ 1er janvier 2015 (lire en ligne, consulté le 26 septembre 2015)
34. ↑  (en) « Over the Rainbow », Gilda's Club,‎ 9 septembre 2015 (lire en ligne, consulté le 26 septembre 2015)
35. ↑  (en) « 2015 LFC DRAG SHOW », Hey Event,‎ 26 mars 2015 (lire en ligne, consulté le 26 septembre 2015)
36. ↑  (en) « RuPaul's DragCon: Who Will Be There & What's Happening?! Find Out Here! NEW QUEENS & WOWLEBRITIES ADDED! », WOW Report,‎ 7 avril 2015 (lire en ligne, consulté le 26 septembre 2015)
37. ↑  (en-US) James Michael Nichols, « Carmen Carrera And Monica Beverly Hillz Address 'Drag Race' Transphobia Allegations », Huffington Post,‎ 1er avril 2014 (lire en ligne, consulté le 27 janvier 2019)
38. ↑  (en) « Trans 'Drag Race' Alum Says 'Some Things Need to Be Changed' », sur The Advocate, 2 avril 2014 (consulté le 27 janvier 2019)
39. ↑  (en) « ‘Drag Race’ Contestant Monica Beverly Hillz Responds to RuPaul’s Transitioning Comments: “Our Bodies Do Not Equate Our… », sur www.intomore.com (consulté le 27 janvier 2019)
40. ↑  (en) Condé Nast, « These Trans and Cis Female Drag Queens Have Some WORDS for RuPaul », sur them. (consulté le 27 janvier 2019)
41. ↑  (en) « News Everyone Hates 'In Touch' Magazine's Offensive Bruce Jenner Cover », Frontiers Media,‎ 15 janvier 2015 (lire en ligne)
42. ↑  (en) « Dida Ritz & Monica Beverly Hillz talk Vogue for Tots », TheQu,‎ 12 décembre 2012 (lire en ligne, consulté le 26 septembre 2015)
43. ↑  (en) « Monica Beverly Hillz Gets Personal in New SocialScope Interview », SocialScope Interview,‎ 17 avril 2013 (lire en ligne, consulté le 26 septembre 2015)